# Struthiopteris castanea
Struthiopteris castanea là một loài thực vật có mạch trong họ Blechnaceae. Loài này được (Makino) Nakai miêu tả khoa học đầu tiên năm 1933.